# Unione e Fraternità Francese
L'Unione e fraternità francese (in francese Union et fraternité française, UFF) è stato un partito politico francese, braccio elettorale del movimento poujadista, presentatosi alle elezioni legislative del 1956.
La lista ottenne l'11,6% dei voti, riuscendo a eleggere 52 deputati all'Assemblea nazionale.
Tutti i deputati eletti per l'UFF furono poi sconfitti alle successive elezioni legislative del 1958, a parte due, uno dei quali, Jean-Marie Le Pen, aveva nel frattempo lasciato il movimento per fondare il Fronte nazionale dei combattenti, antenato del Fronte Nazionale. Il partito e il movimento crollarono, scomparendo velocemente.